# Metopilio
Genre
Metopilio est un genre d'opilions eupnois de la famille des Globipedidae.

## Distribution
Les espèces de ce genre se rencontrent au Mexique et en Amérique centrale.

## Liste des espèces
Selon World Catalogue of Opiliones (24/06/2025) :
- Metopilio acanthipes (Pickard-Cambridge, 1905)
- Metopilio albispinulatus Goodnight & Goodnight, 1944
- Metopilio armatus Goodnight & Goodnight, 1953
- Metopilio armiger (Pickard-Cambridge, 1905)
- Metopilio australis (Banks, 1909)
- Metopilio cambridgei Mello-Leitão, 1944
- Metopilio cyaneus Roewer, 1956
- Metopilio diazi Goodnight & Goodnight, 1945
- Metopilio foveolatus Roewer, 1956
- Metopilio gertschi (Roewer, 1956)
- Metopilio hispidus Roewer, 1915
- Metopilio maculatipes (Pickard-Cambridge, 1905)
- Metopilio mexicanus (Roewer, 1956)
- Metopilio multispinulatus Goodnight & Goodnight, 1944
- Metopilio niger Goodnight & Goodnight, 1942
- Metopilio ornatipes (Banks, 1909)
- Metopilio spiniger (Pickard-Cambridge, 1905)
- Metopilio spinulatus (Banks, 1898)

## Systématique et taxinomie
Ce genre a été décrit par Roewer en 1911 dans les Phalangiidae. Il est placé dans les Globipedidae par Kury et Cokendolpher en 2020.

## Publication originale
- Roewer, 1911 : « Übersicht der Genera der Subfamilie der Phalangiini der Opiliones Palpatores nebst Beschreibung einiger neuer Gattungen und Arten. » Archiv für Naturgeschichte, vol. 77, p. 1–106 (texte intégral).